# Scinax
Scinax é um género de anfíbios da família Hylidae, cujas espécies podem ser encontradas do México até a Argentina, além dos países insulares de Trinidad e Tobago e Santa Lúcia.

## Espécies
As seguintes espécies são reconhecidas:
- Scinax acuminatus (Cope, 1862)
- Scinax altae (Dunn, 1933)
- Scinax alter (B. Lutz, 1973)
- Scinax auratus (Wied-Neuwied, 1821)
- Scinax baumgardneri (Rivero, 1961)
- Scinax blairi (Fouquette & Pyburn, 1972)
- Scinax boesemani (Goin, 1966)
- Scinax boulengeri (Cope, 1887)
- Scinax cabralensis Drummond, Baêta & Pires, 2007
- Scinax caldarum (B. Lutz, 1968)
- Scinax camposseabrai (Bokermann, 1968)
- Scinax caprarius Acosta-Galvis, 2018[2]
- Scinax castroviejoi De la Riva, 1993
- Scinax chiquitanus (De la Riva, 1990)
- Scinax constrictus Lima, Bastos & Giaretta, 2005
- Scinax cretatus Nunes & Pombal, 2011
- Scinax crospedospilus (A. Lutz, 1925)
- Scinax cruentomma (Duellman, 1972)
- Scinax curicica Pugliese, Pombal & Sazima, 2004
- Scinax cuspidatus (A. Lutz, 1925)
- Scinax danae (Duellman, 1986)
- Scinax dolloi (Werner, 1903)
- Scinax duartei (B. Lutz, 1951)
- Scinax elaeochrous (Cope, 1875)
- Scinax eurydice (Bokermann, 1968)
- Scinax exiguus (Duellman, 1986)
- Scinax funereus (Cope, 1874)
- Scinax fuscomarginatus (A. Lutz, 1925)
- Scinax fuscovarius (A. Lutz, 1925)
- Scinax garbei (Miranda-Ribeiro, 1926)
- Scinax granulatus (Peters, 1871)
- Scinax haddadorum Araujo-Vieira, Valdujo, and Faivovich, 2016
- Scinax hayii (Barbour, 1909)
- Scinax ictericus Duellman & Wiens, 1993
- Scinax imbegue Nunes, Kwet & Pombal, 2012
- Scinax insperatus Silva & Alves-Silva, 2011
- Scinax iquitorum Moravec, Tuanama, Pérez-Peña & Lehr, 2009
- Scinax jolyi Lescure & Marty, 2000
- Scinax juncae Nunes & Pombal, 2010
- Scinax karenanneae (Pyburn, 1993)
- Scinax kennedyi (Pyburn, 1973)
- Scinax lindsayi Pyburn, 1992
- Scinax madeirae (Bokermann, 1964)
- Scinax manriquei Barrio-Amorós, Orellana & Chacón-Ortiz, 2004
- Scinax maracaya (Cardoso & Sazima, 1980)
- Scinax montivagus Juncá, Napoli, Nunes, Mercȇs, and Abreu, 2015
- Scinax nasicus (Cope, 1862)
- Scinax nebulosus (Spix, 1824)
- Scinax onca Ferrão, Moravec, Fraga, Pinheiro de Almeida, Kaefer, and Lima, 2017
- Scinax oreites Duellman & Wiens, 1993
- Scinax pachycrus (Miranda-Ribeiro, 1937)
- Scinax pedromedinae (Henle, 1991)
- Scinax perereca Pombal, Haddad & Kasahara, 1995
- Scinax proboscideus (Brongersma, 1933)
- Scinax quinquefasciatus (Fowler, 1913)
- Scinax ranki (Andrade & Cardoso, 1987)
- Scinax rizibilis (Bokermann, 1964)
- Scinax rogerioi Pugliese, Baêta & Pombal, 2009
- Scinax rossaferesae Conte, Araujo-Vieira, Crivellari, and Berneck, 2016
- Scinax rostratus (Peters, 1863)
- Scinax ruber (Laurenti, 1768)
- Scinax ruberoculatus Ferrão, Fraga, Moravec, Kaefer, and Lima, 2018
- Scinax rupestris Araujo-Vieira, Brandão & Faria, 2015
- Scinax sateremawe Sturaro & Peloso, 2014
- Scinax similis (Cochran, 1952)
- Scinax squalirostris (A. Lutz, 1925)
- Scinax staufferi (Cope, 1865)
- Scinax strussmannae Ferrão, Moravec, Kaefer, Fraga, and Lima, 2018
- Scinax sugillatus (Duellman, 1973)
- Scinax tigrinus Nunes, Carvalho & Pereira, 2010
- Scinax tropicalia Novaes-e-Fagundes, Araujo-Vieira, Entiauspe, Roberto, Orrico, Solé, Haddad, and Loebmann, 2021
- Scinax tsachila Ron, Duellman, Caminer, and Pazmiño, 2018
- Scinax tymbamirim Nunes, Kwet & Pombal, 2012
- Scinax villasboasi Brusquetti, Jansen, Barrio-Amorós, Segalla & Haddad, 2014
- Scinax wandae (Pyburn & Fouquette, 1971)
- Scinax x-signatus (Spix, 1824)